# Monségur (Gironde)
Monségur ist eine französische Gemeinde mit 1585 Einwohnern (Stand 1. Januar 2022) im Südosten des Départements Gironde in der Region Nouvelle-Aquitaine.

## Geografie
Monségur liegt in der Guyenne in einem Gebiet namens Entre-deux-Mers (‚zwischen zwei Meeren‘), zwischen Garonne und Dordogne, das so genannt wird, weil das Phänomen der Gezeitenwelle Wellen die Flüsse hinauftreibt. Die Gemeinde liegt im Tal des Dropt, eines rechten Nebenflusses der Garonne, 18 Kilometer nördlich von Marmande und 57 Kilometer südöstlich von Bordeaux.
Die Nachbargemeinden sind Le Puy im Norden und Westen, Dieulivol im Nordosten, Cours-de-Monségur im Osten, Saint-Vivien-de-Monségur im Südosten, Sainte-Gemme im Süden und Saint-Sulpice-de-Guilleragues im Südwesten.

## Geschichte
Die Bastide Monségur wurde 1265 von Eléonore de Provence gegründet.

## Bevölkerungsentwicklung
| 1962 | 1968 | 1975 | 1982 | 1990 | 1999 | 2007 | 2017 |
| ---- | ---- | ---- | ---- | ---- | ---- | ---- | ---- |
| 1598 | 1630 | 1618 | 1612 | 1537 | 1429 | 1522 | 1584 |

## Sehenswürdigkeiten
- Die Markthalle wurde im 19. Jahrhundert erbaut.
- Die gotische Kirche „Notre-Dame“ stammt aus dem 13. Jahrhundert und wurde im 19. Jahrhundert restauriert. Sie wurde 1925 in das Zusatzverzeichnis der offiziellen historischen Denkmale eingetragen.[3]
- Der Tour du Gouverneur (‚Turm des Gouverneurs‘) aus dem 15. Jahrhundert.[4]

Siehe auch: Liste der Monuments historiques in Monségur (Gironde)